# Festival de Cine de Austin
El Festival de Cine de Austin, fundado en 1993, es un festival de cine anual celebrado en Austin, Texas en el mes de octubre. El evento ha acogido durante su historia a destacados cineastas y actores como Joel e Ethan Coen, Ron Howard, Owen Wilson, Steven Zaillian, David Milch, Wes Anderson, Robert Duvall, Buck Henry, Dennis Hopper, Shane Black, Robert Altman, Caroline Thompson, David Chase, James Franco, Johnny Depp, John Landis, Garry Shandling, Bryan Singer, Oliver Stone, James L. Brooks, Harold Ramis, Mitchell Hurwitz, Lawrence Kasdan, Claire Danes, Barry Levinson, Russell Crowe, Sydney Pollack, Mike Judge, Buck Henry, John Lasseter, Robert Rodriguez y David Simon.

## Premios
Desde su creación, el Festival de Cine de Austin ha premiado a destacados guionistas por su contribución a la industria. En el año 2000, el festival creó un premio separado para los escritores de televisión, y luego, en 2006, un premio para los cineastas. En 2013 se creó un premio para los productores, nombrándolo el Premio Heart of Film en honor al nombre original del festival.
- Premio al Guionista Destacado
- Premio al Mejor Escritor de Televisión
- Premio Extraordinario a la Contribución a la Cinematografía
- Contribución Extraordinaria al Cine